# Alliance pour les Albanais
L'Alliance pour les Albanais (en albanais Aleanca për Shqiptarët ; en macédonien : Алијанса за Албанците, Alijanca za Albantsite, en abrégé AA) est un parti politique macédonien qui représente la minorité albanaise. Il a été formé par le dirigeant actuel du parti, Ziadin Sela, en 2015.